# Niko de Wit
Nikolaas Joseph (Niko) de Wit (Bergen op Zoom, 16 augustus 1948) is een Nederlandse beeldhouwer en medailleur.

## Leven en werk
Na een beroepsopleiding was De Wit als leerling etaleur-decorateur werkzaam bij Vroom & Dreesmann en in de avonduren bezocht hij van 1964 tot 1965 het basisjaar van de Academie voor Beeldende Kunsten Sint-Joost. Van 1967 tot 1975 studeerde hij voor teken- en handvaardigheidsleraar bij Leo Geurtjens en Felix van der Linden aan de Fontys Academie voor Beeldende Vorming in Tilburg. Hij was vanaf 1976 vrij kunstenaar, maar tot 2000 eveneens werkzaam als docent aan de Akademie voor Industriële Vormgeving Eindhoven in Eindhoven.
Naast beeldhouwer is De Wit eveneens werkzaam als penningontwerper. Twee bekende penningen zijn Hommage aan Carlo Scarpa (1995) en Hommage aan Ad Dekkers (1996/2003).
De Wit is een minimalistische kunstenaar, die zich onder anderen laat inspireren door de Amerikaanse kunstenaar Donald Judd. De kunstenaar woont en werkt in Tilburg.

## Werken (selectie)
- 1981 Schild en spie, Gebouw A van de Universiteit van Tilburg
- 1983 De poort, Jan van Beverwijkstraat in Tilburg
- 1983 Stapeling omlaag in Amsterdam Nieuw-West
- 1984 Leunen, overhellen, Beeldenpark Zwijndrecht in Zwijndrecht
- 1985 Zonder titel, Beeldenpark Zwijndrecht
- 1985 Getrapt blok, Vreedonklaan in Dordrecht
- 1985/88 Zigzagelement, Hervion College in 's-Hertogenbosch
- 1993 Beeld voor de zon, Amphia Ziekenhuis aan de Pasteurlaan in Oosterhout
- 1993 Waterbeeld, Beatrixpark in Etten-Leur
- 1985/94 Getrapte toren, Stadskantoor in Udenhout
- 1989/95 Hemelwerk, Oranjeplein in Goirle
- 1996 Verschoven stapeling, Roessel/Bakel
- 1995/97 Hommage aan Jai Sing II, Landgoed Groenendael in Hilvarenbeek
- 2000/02 Merck toch hoe sterck[3], Burg. Stulemeijerlaan in Bergen op Zoom
- 2003 Zonder titel[4], beeldenpark Een Zee van Staal in Wijk aan Zee
- 2003/04 Port du Nord, Wijkpark Portland in Rhoon
- 2005 Buste Antoine Louis des Tombe, Beekpark in Apeldoorn
- 2004/06 Hendrik-Ido-Ambacht, Laan van Welhorst in Hendrik-Ido-Ambacht
- 2006/07 Dansende schildpadden, Muzentuin in Tilburg

## Fotogalerij

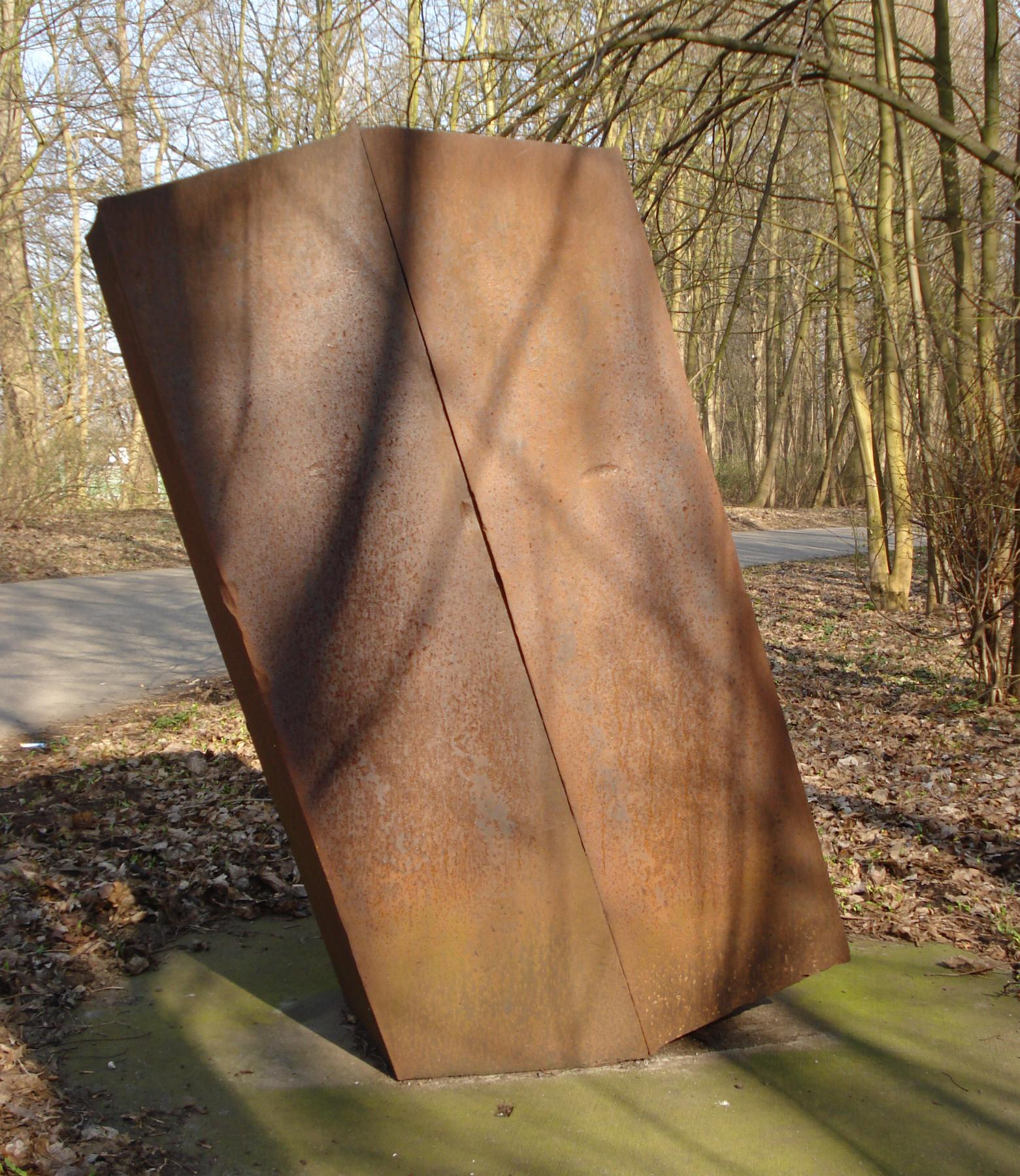
Leunen, overhellen (1984)
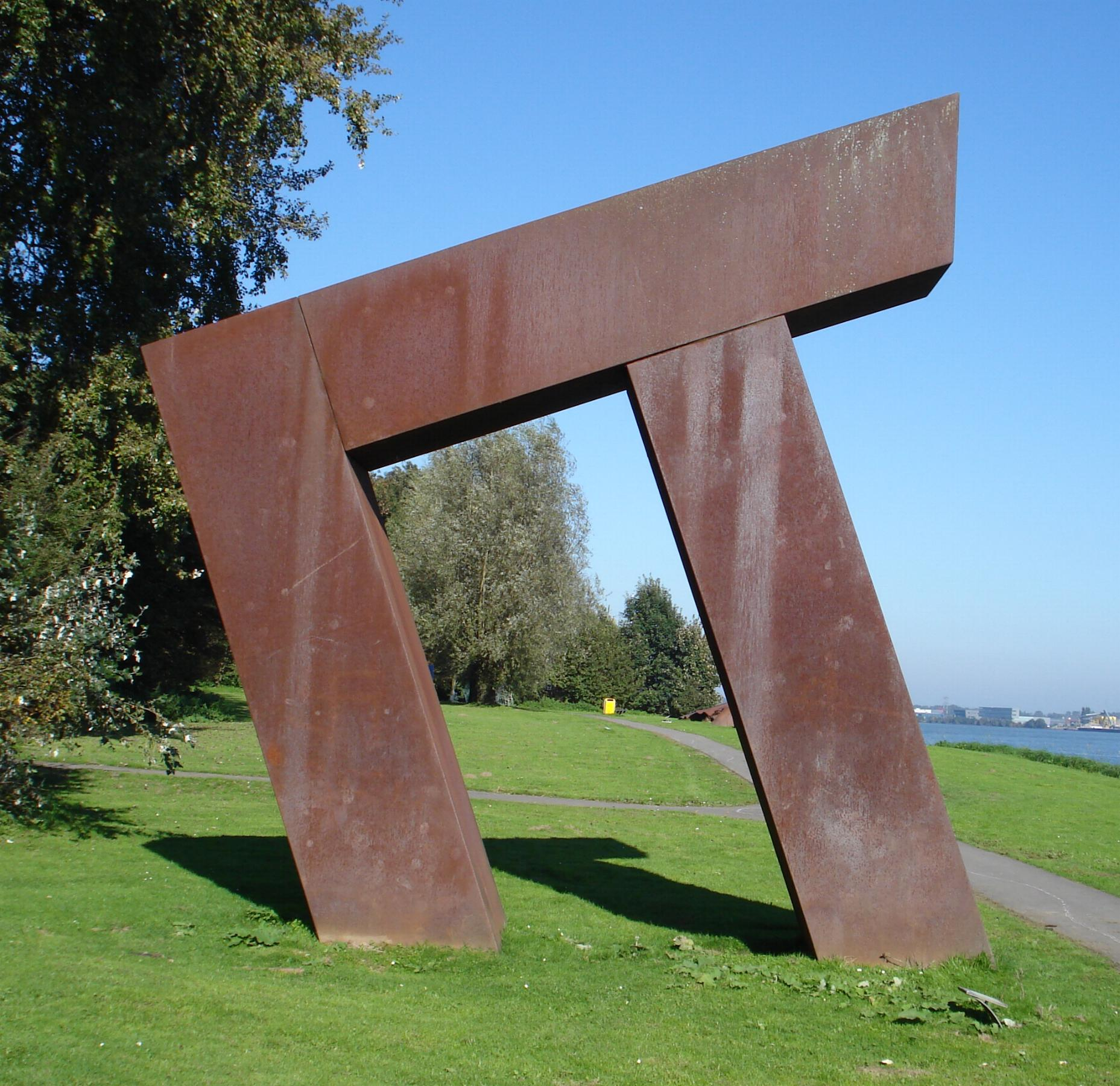
Zonder titel (1985)
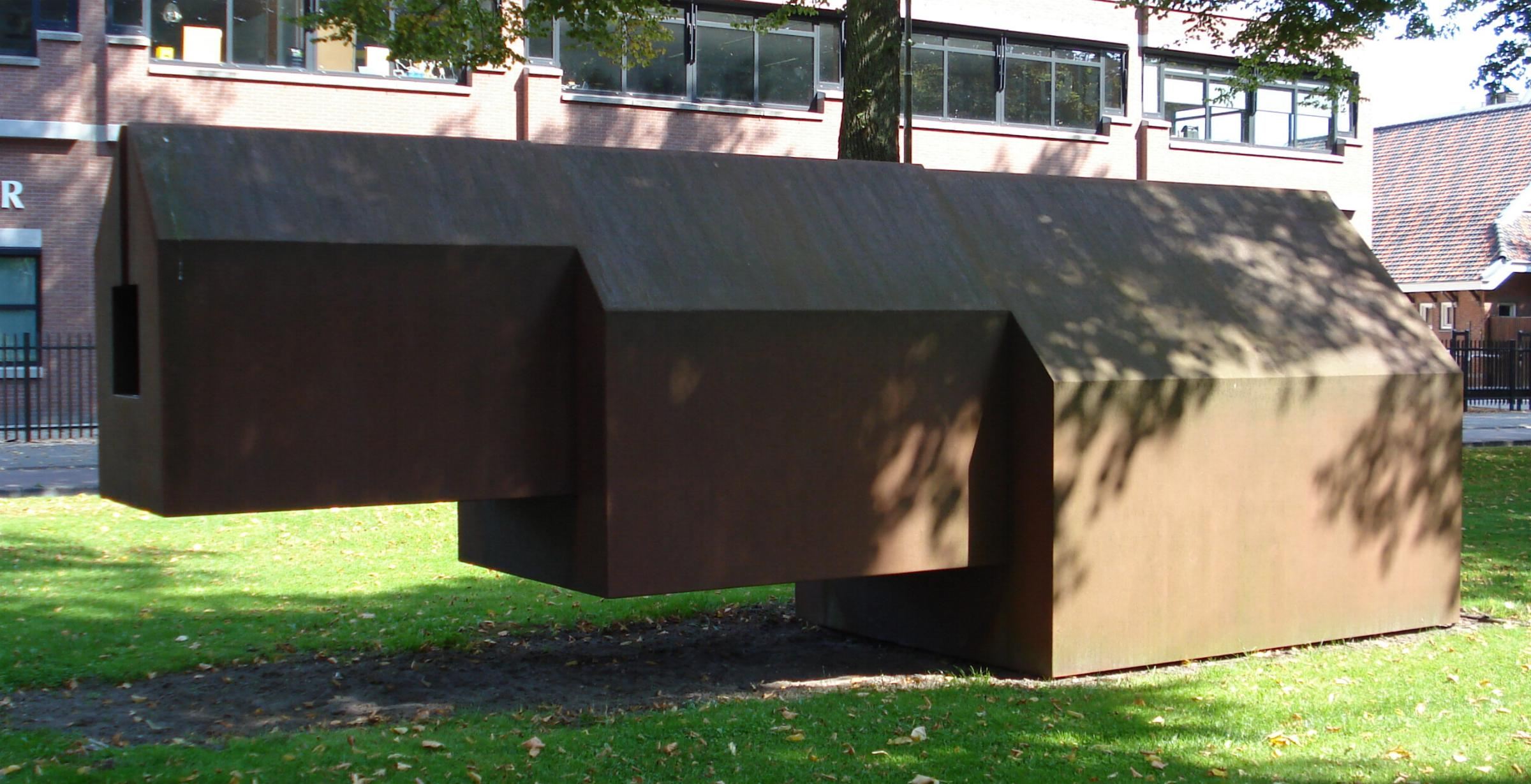
Merck toch hoe sterck (2002), Bergen op Zoom
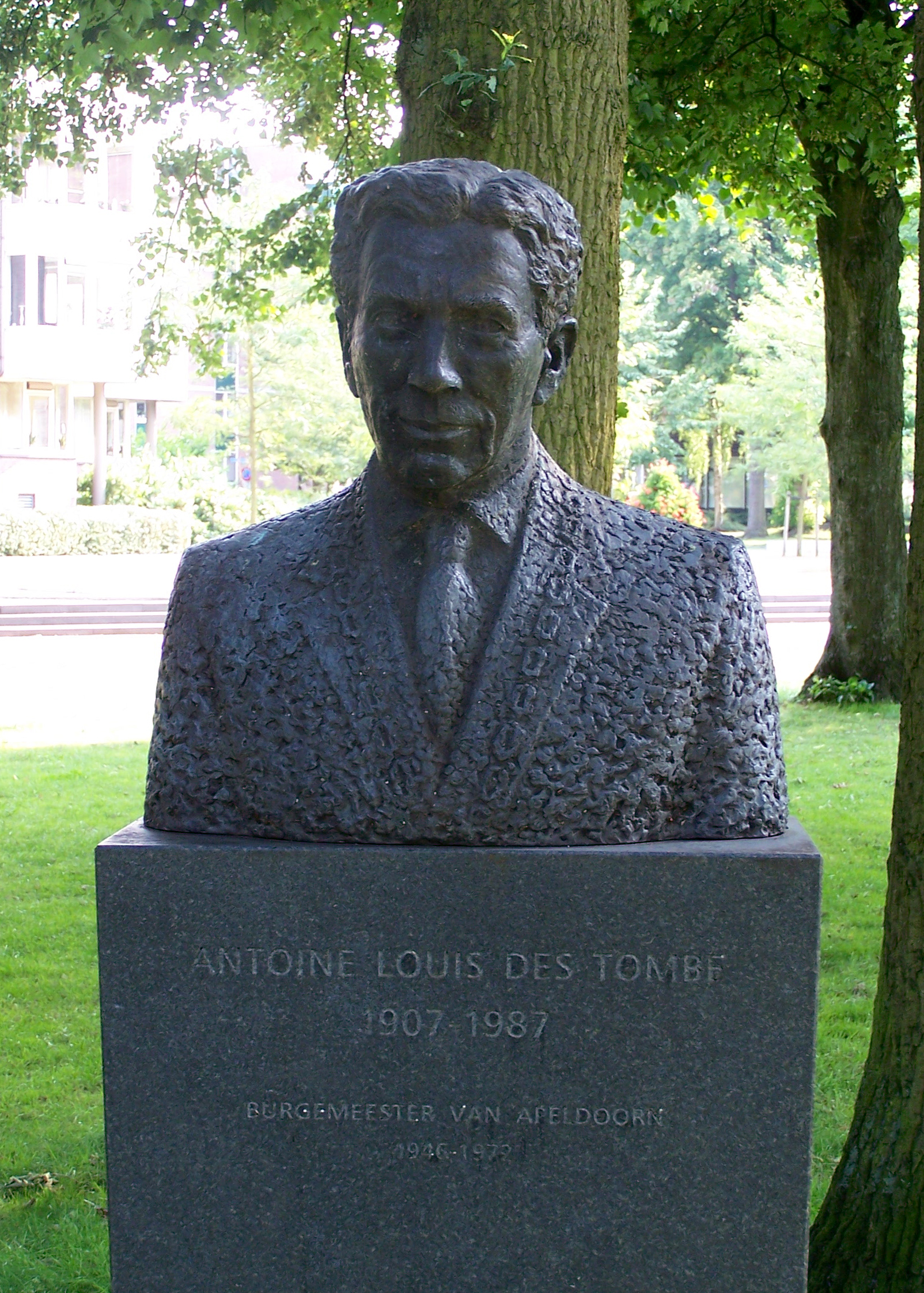
Buste Antoine Louis des Tombe (2005), Apeldoorn